# Maasdam
Maasdam est un village qui fait partie de la commune de Hoeksche Waard dans la province néerlandaise de Hollande-Méridionale. Le 1er janvier 2006, le village comptait 3 310 habitants.
Maasdam a été une commune indépendante jusqu'au 1er janvier 1984. Elle a fusionné avec Puttershoek, Mijnsheerenland, Westmaas et Heinenoord pour former la nouvelle commune de Binnenmaas.
La localité produit le fromage de Maasdam.

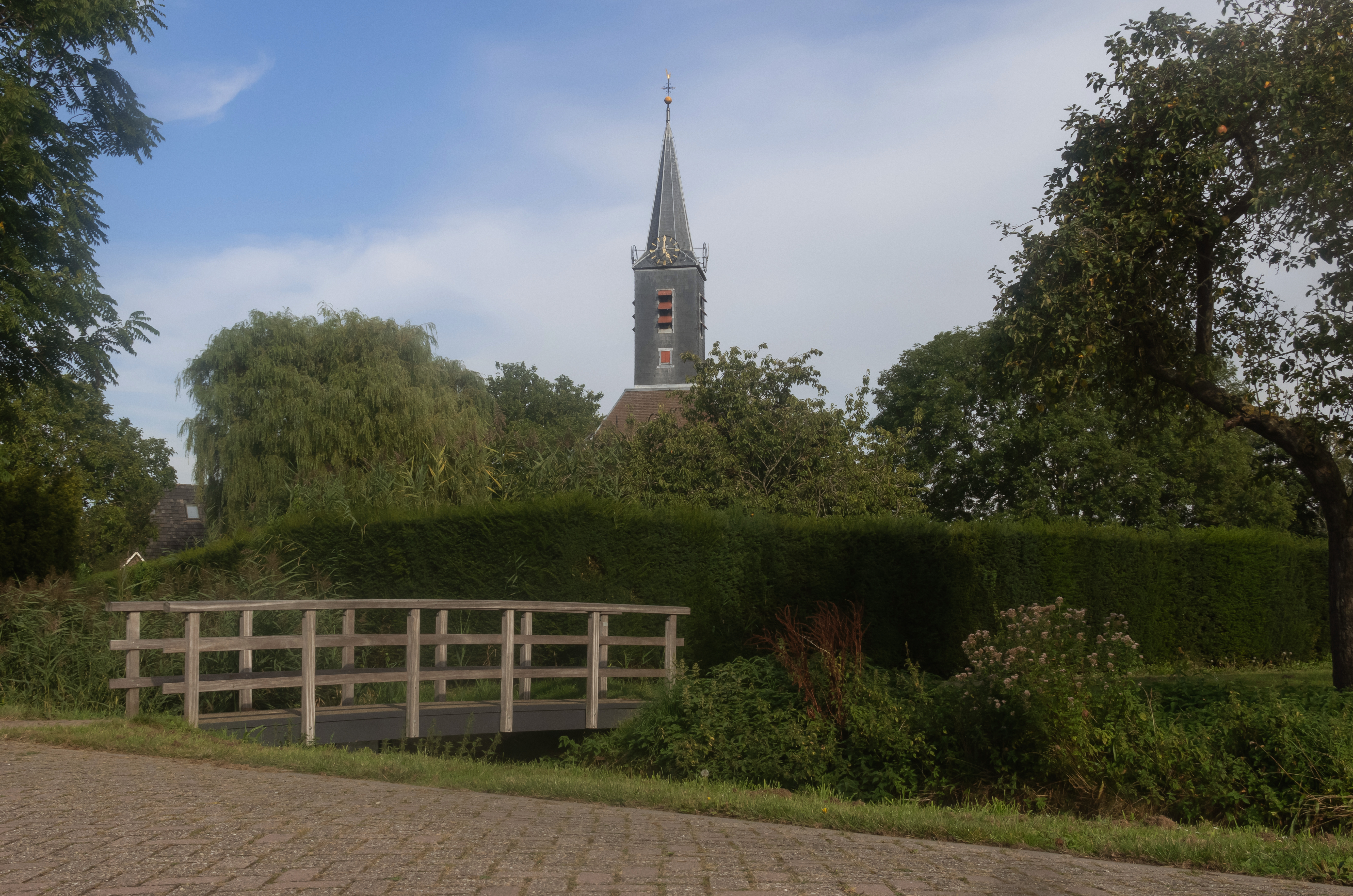
Maasdam, l'Église